# Босния и Герцеговина на «Евровидении-2009»
Босния и Герцеговина на «Евровидении-2009» была представлена рок-группой Regina с песней «Bistra Voda» (Чистая вода).

## Внутренний отбор
Радио и телевидение Боснии и Герцеговины (BHRT) объявило в конце 2008 года о проведении закрытого внутреннего отбора. Заявки принимались до 20 декабря от исполнителей и авторов. 12 января 2009 года жюри сделало окончательный выбор, представив 1 марта песню-победителя на специальном телешоу «BH Eurosong 2009». По меньшей мере 50 кандидатов отправили свои заявки в адрес отборочной комиссии BHRT для участия в «Евровидении 2009», однако было предложено всего 79 песен, поскольку композиторы включали в заявки иногда по несколько песен. В состав жюри вошли: Деян Кукрич (BHT), Ясмин Ферович (BH Radio), Аднан Мусанович (BHRT), Горан Ковачич, Мирослав Мараус, Дамир Имамович, Махир Сариходжич. Председатель жюри и директор BH Eurosong Деян Кукрич заявил, что в связи с новогодними праздниками жюри объявит своё решение только 12 января 2009 года. Также он обосновал выбор в пользу закрытого отбора отсутствием финансов на национальный финал.
Среди тех, кто подавал заявки, был и Хайрудин Варешанович, который выступал с группой Hari Mata Hari в 2006 году на Евровидении в Греции: для своей песни Варешанович написал музыку, а стихи писали Дино Мерлин (участник Евровидения-1999) и Фахруддин Печикоза (автор текста песен 1993 и 2006 годов). Варешанович заявил, что поскольку правила не запрещают исполнителям возвращаться на конкурс, он решил воспользоваться такой возможностью. Но вплоть до объявления результатов боснийская жёлтая пресса распускала слухи о невозможности страны участвовать в конкурсе из-за финансовых проблем и покупкой прав на показ конкурса (их постоянно опровергал Деян Кукрич). 1 марта 2009 года сараевская рок-группа Regina была представлена на боснийском телевидении в качестве конкурсанта от Боснии и Герцеговины на конкурсе, исполнив конкурсную песню «Bistra voda» («Чистая вода»). Музыкант Александар Чович из группы стал автором и музыки, и текста. В целях продвижения и рекламы участников от Боснии песню записали на русском, английском и боснийском языках.

## Исполнитель
Группа «Regina» появилась в 1990 году, когда в Сараево друзья Александар «Ачо» Чович, Боян Миличевич и Денис Чабрич создали группу гаражного рока. Давор Эбнер стал вокалистом группы, и в тот же год группа выпустила первый альбом, добившись большой популярности. Александар Чович, который был автором песен Regina, вдохновлялся музыкой U2. Свои репетиции группа проводила в гараже у Марин-Двора в Сараево. Первыми хитами стали песни «Spavaj», «Ne pitaj me» и «Kao nekada ona», ставшие классикой югославского рока.
В 1992 году «Regina» выпустила альбом «Ljubav nije za nas», который сделал группу настоящими звёздами в Югославии. После распада страны и начала гражданской войны из группы ушёл Давор Эбнер, а Александар Чович продолжил гастроли с прежним составом, выпустив альбомы «Regina», «Oteto od zaborava», «Godine lete», «Ja nisam kao drugi», «Kad zatvorim oci» и «Devedesete». В 2004 году Эбнер вернулся в группу после встречи в Белграде, и через 10 месяцев вышел альбом «Sve mogu ja» с вокалом Эбнера. В июле 2007 года группа была удостоена выступить на разогреве у Rolling Stones в Будве.

## Промо-тур
1 марта 2009 года на шоу BH Eurosong, помимо группы «Regina», выступили ещё ряд участников Евровидения — Quartissimo и Мартина Маерле (Словения), Хадисе (Турция), Next Time (Македония), Джейд Юэн (Великобритания), Сакис Рувас (Греция), Кьяра (Мальта), Андреа Демирович (Черногория). Приглашённым гостем был представитель СФРЮ от 1964 года Сабахудин Курт.
Regina продолжила гастроли, выступив на сербском национальном отборе Beovizija 2009 7 марта и на промо-концерте в Нидерландах 18 апреля, дав концерты в Албании и Черногории, выступив на хорватском телеканале HRT 1 4 апреля в рамках программы TV Bingo Show и исполнив песню для телезрителей, в музыкальной программе Spet Doma на словенском телевидении RTV SLO. В итоговый сингл для Евровидения вошли версии на английском и русском, а также ремикс.

## Обвинения в плагиате
После представления песни боснийская и сербская пресса обвинила группу Regina в плагиате припева с другой композиции — «Oltar» авторства Младжана Динкича, которую исполнял Зоран «Кики» Лесендрич. Эксперты насчитали 12 заимствованных тактов из 17 при том, что законодательство разрешало заимствовать не более 5 тактов без разрешения автора песен, в противном случае это считалось нарушением авторских прав. Факт плагиата подтвердил сам Кики Лесендрич, а положение усугублялось тем, что песню «Regina» записывала в студии Влады Неговановича, гитариста группы Кики Лесендрича.
Однако представители группы опровергли факт плагиата, заявив, что песни просто слишком похожи. Младжан Динкич, который в 2009 году был и министром экономики Сербии, попросил включить его в число авторов песни, чтобы не возникало скандалов. Однако боснийская делегация заявила, что единственным автором песни является Чович и сам факт совпадения части припева — не повод для обвинения в плагиате. Глава делегации Деян Кукрич отметил, что в Сербии интерес к боснийской песне оказался даже выше, чем к сербской песне «Cipela», с которой Марко Кон собирался представлять Сербию. Вскоре Динкич отказался от претензий, пожелав успешно выступить группе на конкурсе, а обсуждение возможного плагиата так и не дошло до судебных разбирательств.

## Прогнозы выступления
По состоянию на 7 апреля 2009 года букмекерская контора Paddy Power ставила группу Regina на 10-е место в рейтинге фаворитов конкурса. Из проведённых любительскими сайтами опросов по поводу фаворитов Евровидения в Топ-3 Босния вошла только по версии опроса ESCNation: по состоянию на 30 апреля 2009 года боснийцы занимали второе место, уступая француженке Патрисии Каас и опережая представителя Норвегии Александра Рыбака.
Русскоязычный интернет-проект «Евровидение-Казахстан» оценивал песни всех участников конкурса Евровидение-2009 по 10-балльной шкале, отдельно оценивая инструментальную композицию, текст и вокальные данные. Автор сайта Андрей Михеев ставил группу в число фаворитов конкурса, отметив схожесть песни группы Regina с песней Lejla, с которой Боснию в 2006 году представляла Hari Mata Hari, но при этом считал, что подобное подражание приносило Боснии успех:

- Музыка: Все в лучшей стилистике Лейлы. И ничего, что для этого рок-группе пришлось перевоплотиться в Хари. Результат требует жертв, а подобные песни от Балкан всегда были наиболее успешны. 9/10
- Текст: Типичная балканская любовная лирика. 9/10
- Вокал: Хорош. 8/10
- Итого: Будет бороться за самые высокие места. Тем более, что есть отличная идея номера для российской сцены. 8/10

Голосование фан-клубов Евровидения OGAE из разных стран мира, которое велось по характерной для Евровидения 12-балльной системе, вывело Боснию на 4-е место со 134 баллами: в большинстве случаев боснийцы в голосовании клубов занимали 3-е место (8 баллов от клуба) или 4-е место (7 баллов от клуба). Председатель российского фан-клуба OGAE Антон Кулаков также признал, что песня является ещё одним «клоном» Lejla, но относился к этому решению скептически. При этом он полагал, что песня в любом случае заручится поддержкой телезрителей и жюри стран Балканского региона, а также выделил «ро́ковое происхождение» вокала:

- Музыка: Слегка приблатненная Лейла. Когда же закончится их клонирование? Похоже Босния становится страной одной и той же песни. 7/10
- Текст: Ага – здесь у нас тоже Лейла напрашивается. 7/10
- Вокал: Ага, а вокал то выдает роковое происхождение. 8/10
- Итого: Честно – Балканы утомили. Увы – это пойдет в финал и может там собрать балканские баллы. 6/10

## Результаты
Правила 2009 года предусматривали автоматическую квалификацию в финал только для хозяев конкурса и «большой четвёрки» (Великобритания, Франция, Германия и Испания). 30 января 2009 года на жеребьёвке Босния и Герцеговина отправилась в первый полуфинал, который состоялся 12 мая 2009 года. Группа Regina выступила в полном составе с двумя бэк-вокалистками-барабанщицами на сцене. Группа заняла 3-е место в первом полуфинале и вышла в финал.
В финале Regina должна была выступить под 12-м номером. В день финала многие букмекеры указывали группу в числе фаворитов конкурса: так, по состоянию на 20:00 центральноевропейского времени шведские букмекеры отдавали группе Regina 4-е место в списке фаворитов конкурса с коэффициентом 13 на победу. Газета The Guardian отмечала боснийскую заявку как наиболее сильную на конкурсе и писала, что букмекеры даже допускали вероятность того, что Regina в общем рейтинге может обойти известного греческого исполнителя Сакиса Руваса, уже ездившего в 2004 году на Евровидение. По мнению обозревателя британского телеканала At The Races Пола Джонса, заявка боснийцев также была сильнейшей из Балканского региона, не считая греческую, а вокалист Давор Эбнер внешне чем-то был похож на фронтмена Kaiser Chiefs Рики Уилсона. Джонс предполагал, что боснийцы гарантированно попадут в Топ-6 конкурса и могут войти в группу лидеров ближе к концу голосования, но их попадание в Топ-3 он считал маловероятным.
В итоге группа заняла 9-е место в финале. Высшие 12-балльные оценки Босния и Герцеговина получила от Хорватии, Черногории и Сербии. Глашатем боснийцев выступил представитель страны на прошлогоднем конкурсе рок-музыкант Эльвир Лакович. Александр Чович при этом был удостоен премии Марселя Безансона, вручаемой на Евровидении в нескольких номинациях (Чович стал лауреатом так называемого «Приза композиторов»).

### Баллы от Боснии и Герцеговины
| 12 баллов | Турция               |
| 10 баллов | Черногория           |
| 8 баллов  | Республика Македония |
| 7 баллов  | Исландия             |
| 6 баллов  | Румыния              |
| 5 баллов  | Мальта               |
| 4 балла   | Швеция               |
| 3 балла   | Португалия           |
| 2 балла   | Швейцария            |
| 1 балл    | Армения              |

| 12 баллов | Хорватия       |
| 10 баллов | Норвегия       |
| 8 баллов  | Израиль        |
| 7 баллов  | Турция         |
| 6 баллов  | Франция        |
| 5 баллов  | Греция         |
| 4 балла   | Великобритания |
| 3 балла   | Азербайджан    |
| 2 балла   | Германия       |
| 1 балл    | Португалия     |

| 12 баллов | Хорватия    |
| 10 баллов | Турция      |
| 8 баллов  | Норвегия    |
| 7 баллов  | Греция      |
| 6 баллов  | Азербайджан |
| 5 баллов  | Албания     |
| 4 балла   | Румыния     |
| 3 балла   | Эстония     |
| 2 балла   | Германия    |
| 1 балл    | Исландия    |

| 12 баллов | Израиль        |
| 10 баллов | Франция        |
| 8 баллов  | Хорватия       |
| 7 баллов  | Великобритания |
| 6 баллов  | Португалия     |
| 5 балла   | Норвегия       |
| 4 балла   | Германия       |
| 3 балла   | Армения        |
| 2 балла   | Швеция         |
| 1 балл    | Турция         |

### Баллы за Боснию и Герцеговину
| 12 баллов                        | 10 баллов              | 8 баллов                                            | 7 баллов                         | 6 баллов  |
| -------------------------------- | ---------------------- | --------------------------------------------------- | -------------------------------- | --------- |
| - Черногория - Турция            | - Республика Македония | - Чехия - Финляндия - Германия - Швеция - Швейцария | - Болгария - Мальта - Португалия | - Армения |
| 5 баллов                         | 4 балла                | 3 балла                                             | 2 балла                          | 1 балл    |
| - Белоруссия - Бельгия - Румыния |                        | - Исландия - Израиль - Великобритания               |                                  |           |

| 12 баллов                        | 10 баллов                           | 8 баллов            | 7 баллов                            | 6 баллов    |
| -------------------------------- | ----------------------------------- | ------------------- | ----------------------------------- | ----------- |
| - Хорватия - Черногория - Сербия | - Республика Македония - Словения   | - Словакия - Турция |                                     | - Финляндия |
| 5 баллов                         | 4 балла                             | 3 балла             | 2 балла                             | 1 балл      |
| - Албания - Швеция               | - Болгария - Нидерланды - Швейцария |                     | - Азербайджан - Германия - Исландия |             |

| Раздельные голоса телезрителей за Боснию и Герцеговину в финале | Раздельные голоса телезрителей за Боснию и Герцеговину в финале | Раздельные голоса телезрителей за Боснию и Герцеговину в финале | Раздельные голоса телезрителей за Боснию и Герцеговину в финале | Раздельные голоса телезрителей за Боснию и Герцеговину в финале |
| 12 баллов                                                       | 10 баллов                                                       | 8 баллов                                                        | 7 баллов                                                        | 6 баллов                                                        |
| --------------------------------------------------------------- | --------------------------------------------------------------- | --------------------------------------------------------------- | --------------------------------------------------------------- | --------------------------------------------------------------- |
| - Хорватия - Черногория - Сербия - Словения                     | - Норвегия                                                      | - Республика Македония - Словакия - Швеция - Турция             | - Нидерланды - Швейцария                                        | - Финляндия                                                     |
| 5 баллов                                                        | 4 балла                                                         | 3 балла                                                         | 2 балла                                                         | 1 балл                                                          |
| - Германия                                                      | - Болгария - Чехия                                              |                                                                 |                                                                 | - Дания                                                         |

| Раздельные голоса жюри за Боснию и Герцеговину в финале | Раздельные голоса жюри за Боснию и Герцеговину в финале | Раздельные голоса жюри за Боснию и Герцеговину в финале | Раздельные голоса жюри за Боснию и Герцеговину в финале | Раздельные голоса жюри за Боснию и Герцеговину в финале |
| 12 баллов                                               | 10 баллов                                               | 8 баллов                                                | 7 баллов                                                | 6 баллов                                                |
| ------------------------------------------------------- | ------------------------------------------------------- | ------------------------------------------------------- | ------------------------------------------------------- | ------------------------------------------------------- |
| - Хорватия                                              | - Республика Македония - Черногория                     | - Албания - Словения                                    | - Сербия                                                | - Исландия                                              |
| 5 баллов                                                | 4 балла                                                 | 3 балла                                                 | 2 балла                                                 | 1 балл                                                  |
| - Азербайджан                                           | - Словакия - Турция                                     | - Болгария - Финляндия - Великобритания                 | - Андорра - Португалия - Россия                         | - Израиль                                               |